# 国弘よう子
国弘 よう子（くにひろ ようこ、2月10日 - 2025年2月26日）は日本の映画評論家、ラジオパーソナリティ、司会者。「国弘洋右子」「国弘洋子」「国弘陽子」とも表記。

## 経歴・人物
埼玉県出身。高校1年の頃、学校の文化祭のために5人でバンドをつくりヴォーカリストとして活動していたところ、スパイダクション（田辺エージェンシーの前身）から国弘1人だけスカウトされたが「5人一緒じゃないとやりません」と断り、その代わりにザ・テンプターズのファンクラブの運営や機関誌の編集をしていたことがある。
1976年から1990年まで、山本直純・立川清登・羽田健太郎と共にエフエム東京「新日鐵アワー・音楽の森」のパーソナリティを担当。
また女優としても活動し、1988年にはTBS系のテレビドラマ『ふたり』に出演したこともある。
SKIPシティ国際Dシネマ映画祭の選考委員や、日本映画批評家大賞の選考委員と司会者を務めた。
映画評論家としては淀川長治の弟子を名乗る。映画ペンクラブ会員。
2025年2月26日、死去した。訃報は同年3月5日にBlue Radio.comより公表された。

## 出演番組
- 青島幸男の天下のジョッキー（TBSラジオ）[1]
- 今夜もセレナーデ（TBSラジオ）[1]
- 新日鐵アワー・音楽の森（FM東京）[1]